# Angely Gaviria
Angely Gaviria Zurita (Cartagena de Indias, Bolívar, Colombia, 9 de agosto de 1996) es una actriz, modelo y cantante colombiana, reconocida principalmente por protagonizar la serie Siempre bruja de Netflix.  

## Biografía
Gaviria nació en Cartagena, capital del departamento de Bolívar, en el seno de una familia de origen humilde. Finalizó sus estudios secundarios en el Colegio Gran Colombia en su ciudad natal y años más tarde obtuvo una beca universitaria en la ciudad de Bogotá. Allí cursó estudios de actuación, modelaje y danza.

## Carrera
Su primera gran oportunidad ocurrió en 2013 cuando fue escogida para realizar un pequeño papel en la serie de televisión La selección, basada en la exitosa generación de futbolistas colombianos que representaron a su país en la década de 1990 como Carlos Valderrama, René Higuita, Freddy Rincón y Faustino Asprilla. Un año después registró otra pequeña aparición en la serie Niche, lo que diga el corazón, inspirada en la vida y obra de Jairo Varela, fundador del Grupo Niche.
Entre 2016 y  2017 figuró en producciones como 2091 y Los Morales, pero su papel como Julia Cervantes, hermana pequeña del boxeador Antonio Cervantes en la serie Pambelé le valió el reconocimiento a nivel nacional.
En 2018 fue seleccionada para protagonizar la serie de Netflix Siempre bruja, llevando su carrera a una exposición más amplia. En la serie. ambientada en la Cartagena del siglo XVII, interpreta el papel de Cármen Eguiluz, una joven condenada a la hoguera por brujería que logra escapar trasladándose a la Cartagena actual.

## Filmografía

### Televisión
| Año       | Título                          | Personaje       | Canal              |
| --------- | ------------------------------- | --------------- | ------------------ |
| 2025      | Champeta: El Ritmo de la Tierra | Luz             | Disney Channel     |
| 2019-2020 | Siempre bruja                   | Cármen Eguiluz  | Netflix            |
| 2017      | Pambelé                         | Julia Cervantes | Canal RCN          |
| 2017      | Los Morales                     |                 | Caracol Televisión |
| 2016      | 2091                            | Ina             | Fox Channel        |
| 2014      | Niche                           |                 | Caracol Televisión |
| 2013      | La selección                    |                 | Caracol Televisión |